# Александар Бутко
Александар Анатолијевич Бутко (рус. Александр Анатольевич Бутько;  Гродно, 18. март 1986) руски је одбојкаш.

## Каријера
Рођен је 18. марта 1986. године у граду Гродно (данас Белорусија, тада део Совјетског Савеза). Игра на позицији техничара. Каријеру је започео 2001. године у белоруском клубу Комунаљник Гродно. Године 2003. прешао је да игра у руској лиги за Динамо из Москве. У престоници је такође играо за Луч из Москве, а потом за Искру Одинцово. Одатле је прешао у Локомотиву из Новосибирска. Играо је за Зенит из Казања пет година, а од 2021. године наступа за екипу Кузбаса.
Дебитовао је 2009. године за репрезентацију Русије у утакмици Светске лиге против Кубе. Освојио је злато на Олимпијским играма у Лондону 2012. године, после победе у финалу над Бразилом. Са сениорском репрезентацијом је освојио још златну медаљу на Европском првенству 2017. године.

## Успеси
Русија
- медаље
- злато: Олимпијске игре Лондон 2012.